# Santos Hu
Santos Hu, nombre artístico de Wen Shyan Hun (en chino: 胡文賢) nacido en Tainan, República de China el 5 de mayo de 1955, es un pintor de origen taiwanés, conocido por ser representante del estilo pictórico «Realismo Onírico». Cuenta con numerosos reconocimientos por su trabajo, así como exposiciones permanentes de sus obras en el Museo Nacional de Bellas Artes de Taiwán y en el Museo de Bellas Artes de la Ciudad de Tainan, Taiwán.

## Biografía
Nació en el distrito de Shanhua, en el centro de la ciudad de Tainan, al suroeste de Taiwán el 5 de mayo de 1955. Su nombre de nacimiento es 胡文賢T, que fonéticamente se traduce como Wen Shyan Hun.
Para que la gente pudiera memorizar fácilmente su nombre en su época de estudiante en España, empezó a utilizar el apodo "Santos Hu", que hasta el día de hoy utiliza como seudónimo artístico. En 2007 se le concede la nacionalidad española (manteniendo la de nacimiento), y desde entonces cambió oficialmente su nombre a Santos Hun Wang.
Se sintió atraído por el arte de la pintura desde muy temprana edad. En 1975 comenzó a estudiarla en la Escuela Superior de Bellas Artes de Taiwán, licenciándose en 1978, y posteriormente se dedicó a su docencia en Taiwán.
En 1983 migra a España e ingresa en la Facultad de Bellas Artes de la Universidad Complutense de Madrid para estudiar la pintura occidental y completar así su formación. Se licenciaría de Bellas Artes en 1988.
Afincado definitivamente en España desde los años 1990, ha realizado numerosas exposiciones de su extensa obra en España y en Taiwán principalmente, así como en otros países de Europa, Asia y América.

## Obra
Desarrolla una obra colorista, exuberante y a la vez delicada, en la cual volúmenes y proporción denotan el dominio del dibujo y la perspectiva.
Principales características
- Trazo hiperrealista al servicio de la ensoñación oriental: «Realismo Onírico»
- El aire de los colores
- La luz vital que imprime a sus lienzos
- La naturaleza como fuente de sus obras
- Equilibrio del esbozo
- El aspecto del espacio

Según escribió el crítico Antonio Manuel Campoy en el periódico ABC:

«Santos Hu es un soberbio colorista, un extraordinario dibujante. Tiene imaginación y sabe utilizarla plásticamente.»

Etapas
Su obra tiene tres etapas bien diferenciadas:
- 1ª Etapa (1984-1988): Durante su época de estudiante en la facultad, pasó del Realismo al Hiperrealismo

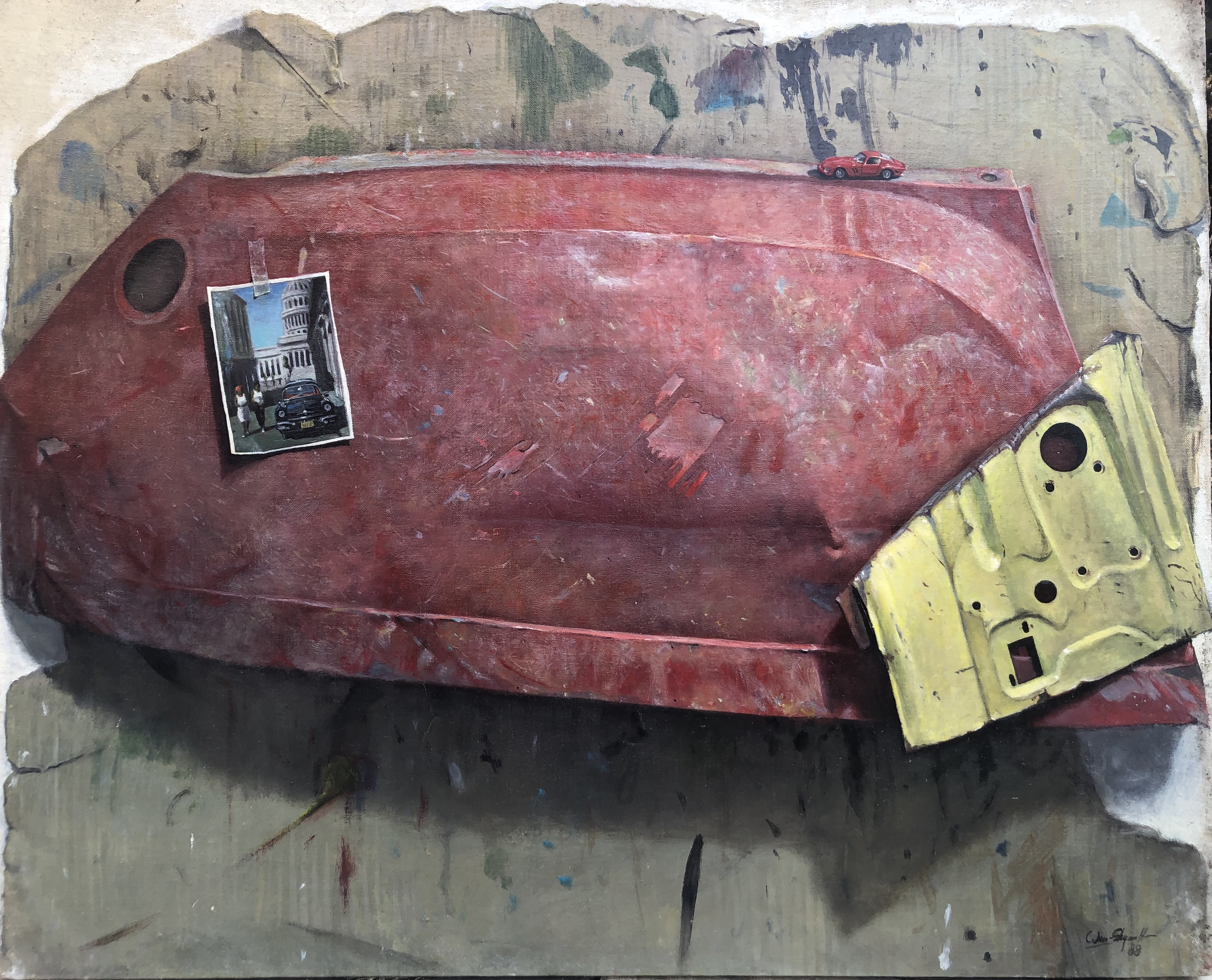
Santos Hu. 1.ª Etapa (1984-1988). Óleo sobre lienzo, 81x100cm.

- 2ª Etapa (1989-1999): Influido por el estilo surrealista de René Magritte (Bélgica, 1898) y Salvador Dalí, jugó con imágenes ambiguas y su significado. Muchas veces pinta bodegones y utiliza frutas gigantescas, y a veces los críticos le llaman "el pintor de las frutas gigantes".

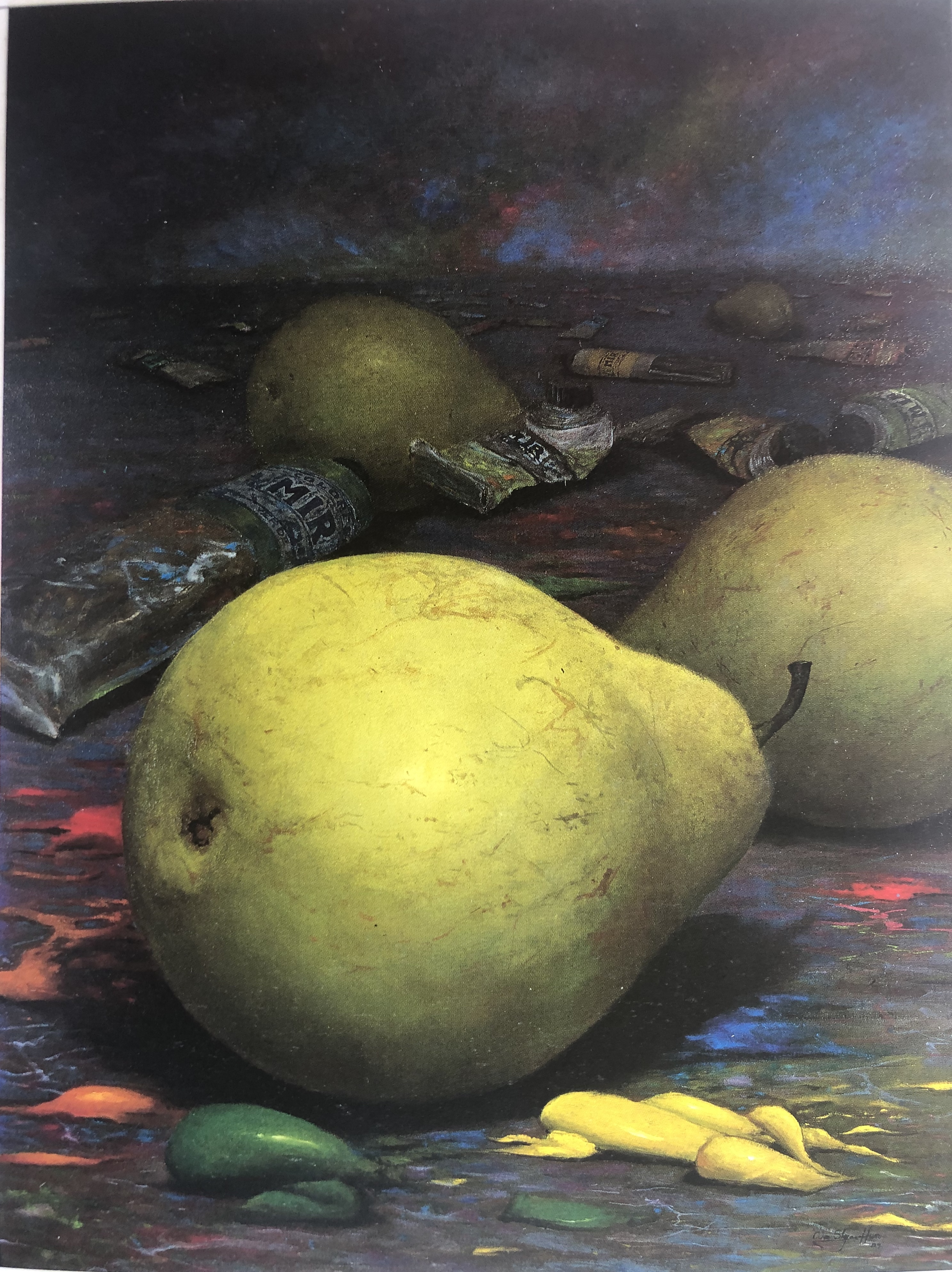
Santos Hu. 2.ª Etapa (1989-1999). Óleo sobre lienzo, 146x114cm (1989).

- 3ª Etapa (2000-actual): "Realismo Onírico", expresa escenas de sueños, combina la figura femenina y objetos cotidianos creando un conjunto visual atractivo dentro de una atmósfera onírica.

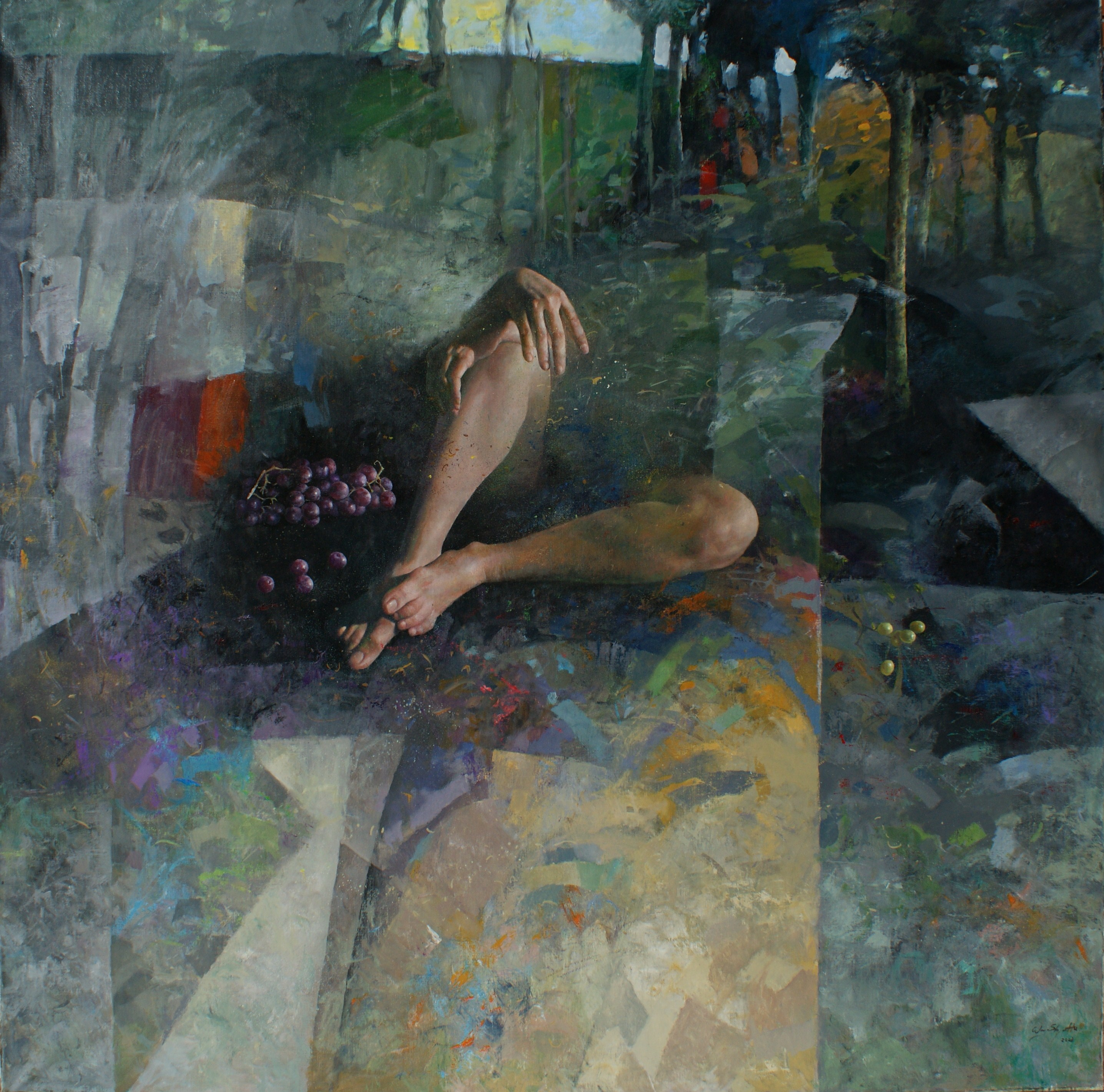
Espacio dividido. Óleo sobre lienzo, 195x195cm (1999).
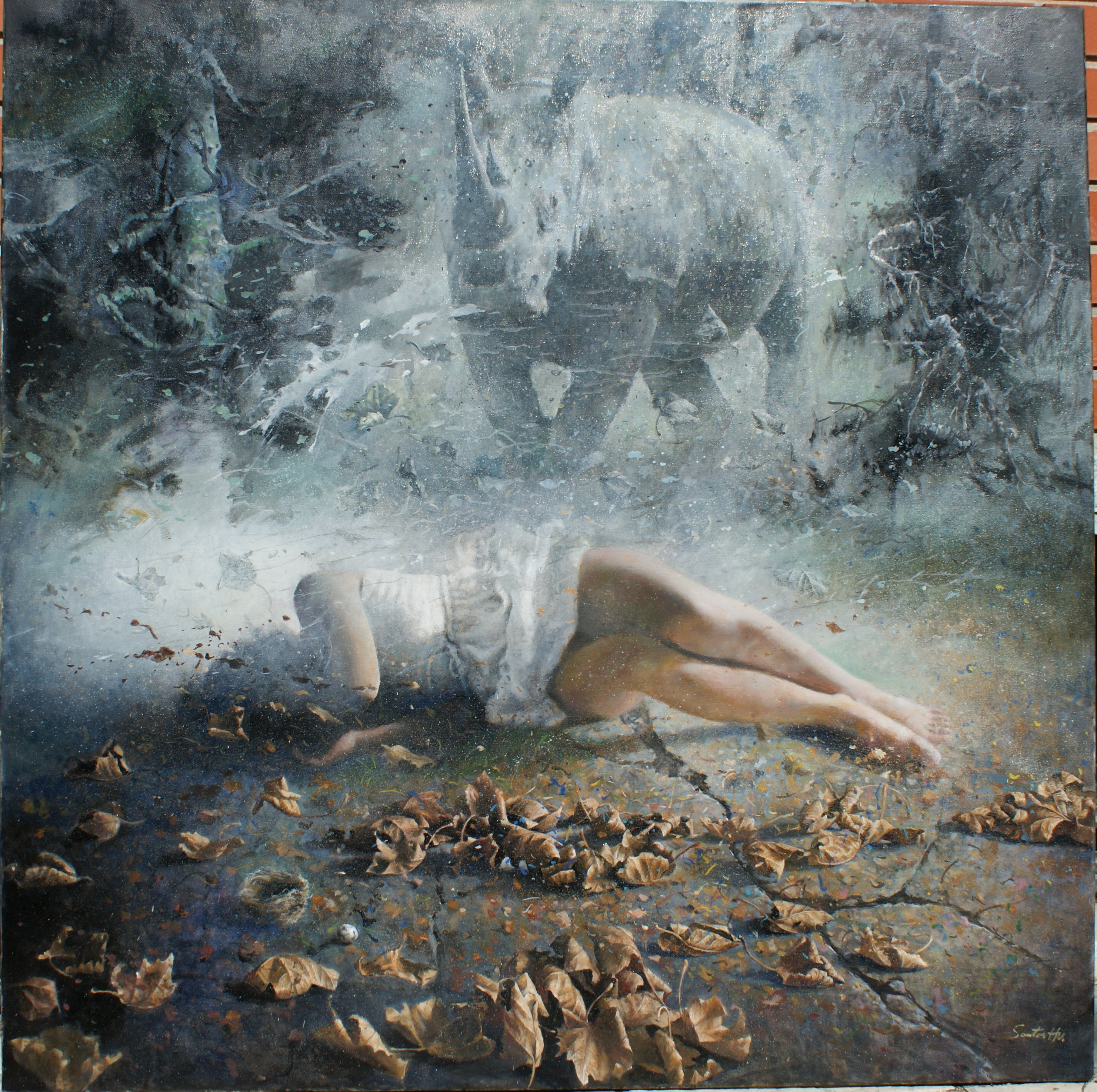
Sueño de bosque. Óleo sobre lienzo, 130x130cm (2000).
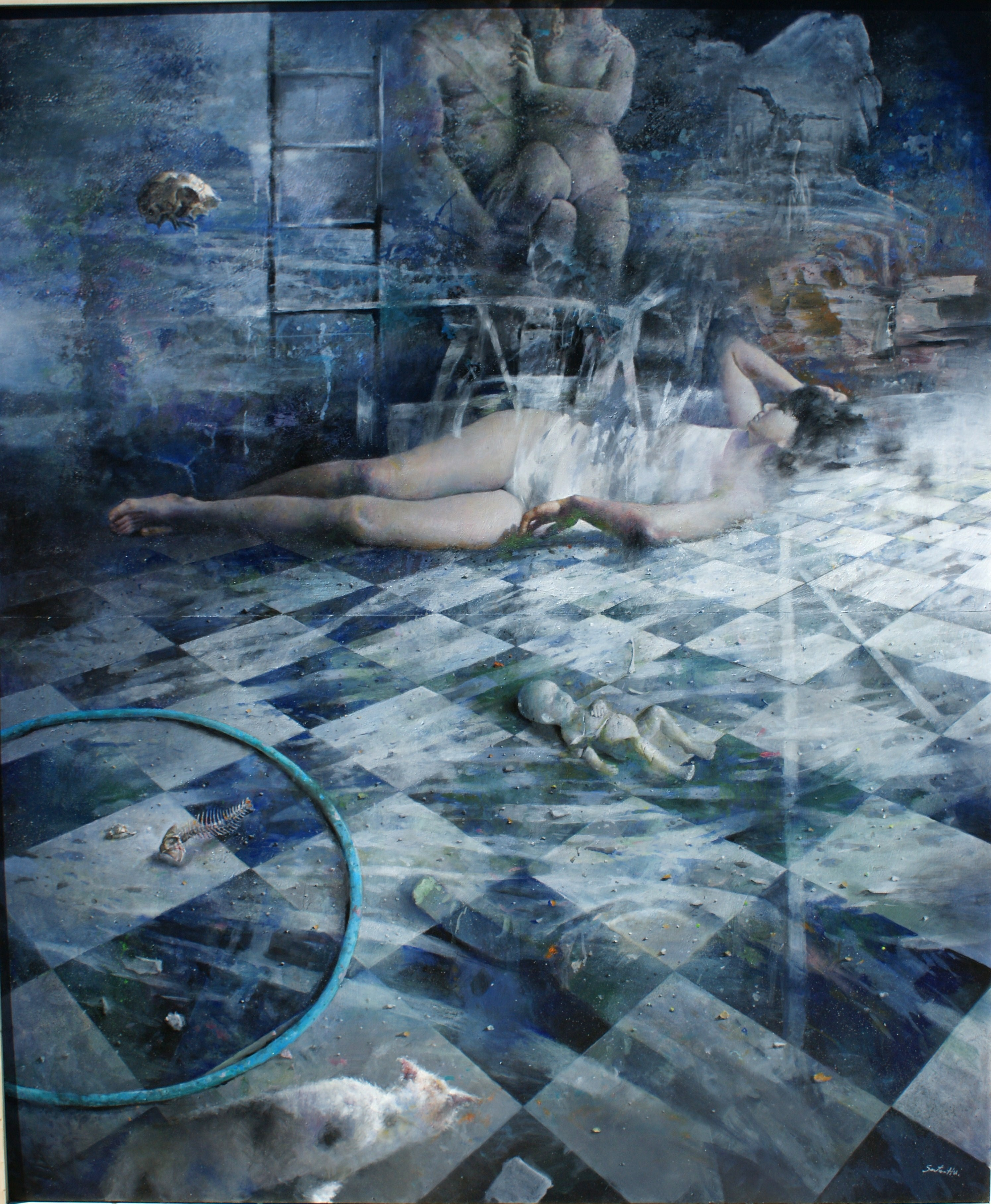
Haz de luz. Óleo sobre tabla, 194x162cm (2013).
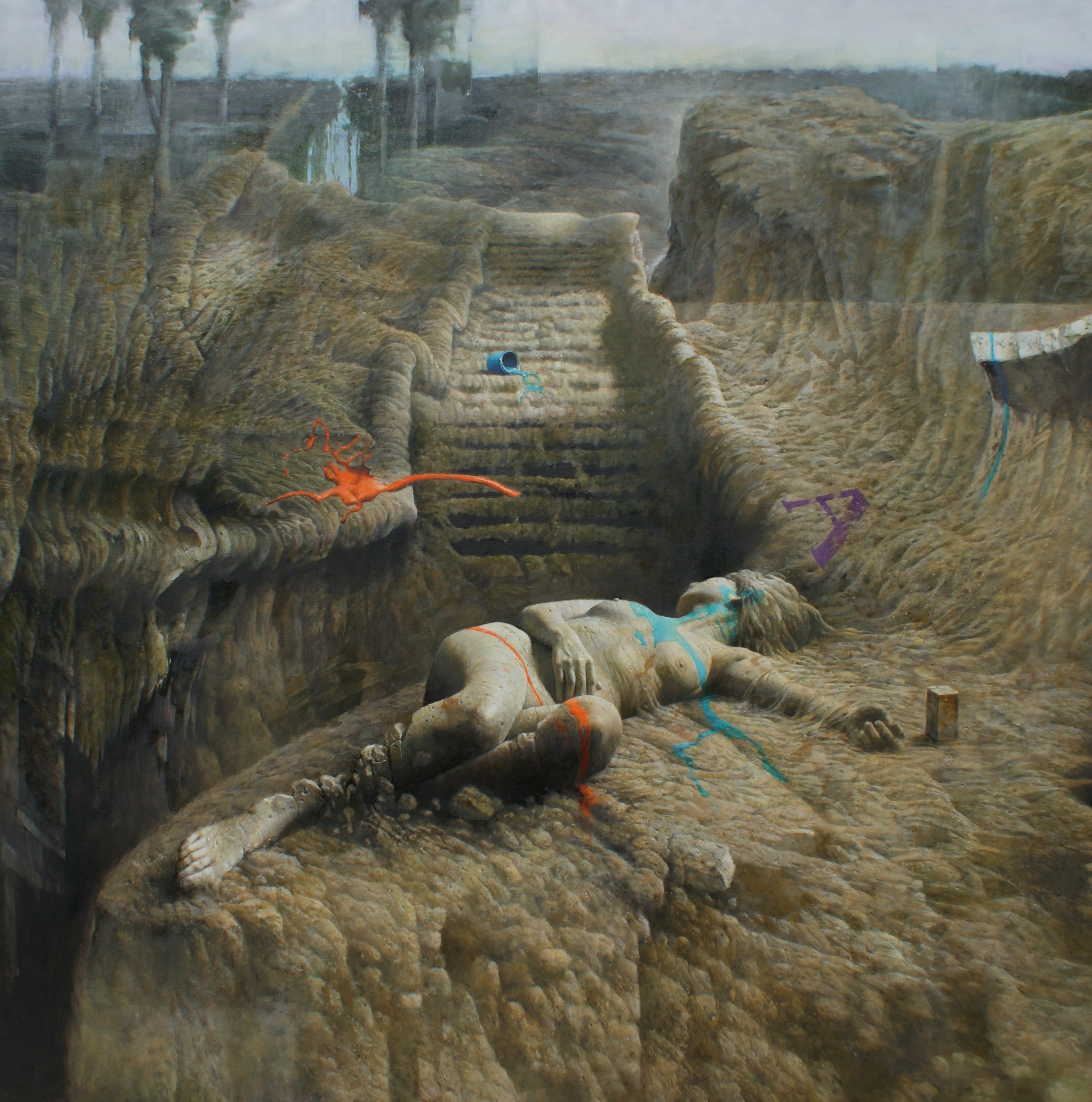
Ángel lloroso. Óleo sobre lienzo, 180x180cm (2014)

## Trayectoria artística
Desde 1987 viene participando en exposiciones tanto colectiva como individualmente en distintas salas de arte, además de tener obras en colecciones permanentes.
Colección permanente en museos
- Museo Nacional de Bellas Artes de Taiwán.
- Museo de Bellas Artes de la Ciudad de Tainan, Taiwán.

Exposiciones individuales (Parcial)
- España:
  - Madrid: Galería Floridablanca (San Lorenzo de El Escorial), Centro Cultural García Lorca, Galería Infantas, Galería Durán, Galería Ana Samarán, etc. .[7][8][9]
  - Málaga: Sala de exposiciones de Cortijo Bacardí, Galería Benidito.
  - Granada: Sala de Arte de la Caja Provincial.
  - Ayllón: Palacio de Vellosillo.
  - Oviedo: Galería Cervantes 6.[10]
  - Bilbao: Galería Llamas.
  - Gijón: Galería Monticelli.
  - Ferrol: Galería Museum.
  - Orihuela: Galería Juan de Juanes.
  - Castellón: Sala Braulio.
  - Valencia: Galería Pizarro 8.
  - Tarragona Galería Arimany.
  - Barcelona Galería Mar. [11][12]
  - Lérida Galería Terraferma.
  - Zaragoza Galería Salduba.
  - Vitoria Galería Aitor Urdangarín.
  - Guadalajara y Toledo: Sala de Arte de Caja Guadalajara.
  - Salamanca [13]
- República de China (Taiwán):
  - Taipéi × 2: Galería Apolo y American Institute in Taiwan Cultural and Information Section.
- Francia:
  - París: Galería Archange.

Exposiciones colectivas y certámenes (Parcial)
- Cercedilla 88 (10 alumnos seleccionados del último curso de pintura de la Facultad de Bellas Artes de Madrid).
- X.º aniversario del premio Durán, Madrid.
- Feria de Santander 1994, 1995.
- Feria de Taipéi 1994, 1995, 1997.
- Feria de Valencia 1996, 1997.
- Feria de Barcelona 1997, 2000.
- Feria de Almoneda 1998, Madrid.
- Feria de Sevilla 1998.
- Feria de Gent, Bélgica, 2000.
- Feria de Art 2001, 2002, Madrid.
- XVII, XVIII, XIX, XXIII, XXVIII y XXIX ediciones del Premio BMW de pintura.[14][15]
- Salón de los Trece; Sala Altadis 2004, Madrid. Inaugurada por el alcalde José María Álvarez del Manzano.
- Millenium Gallery 2014, Granada. [16]
- Millenium Gallery 2014, Granada. [16]
- Arte y ciencia del siglo XXI; Museo Nacional de Ciencias Naturales (MNCN-CSIC) 2021, Madrid .[17]

Portadas en revistas y colaboraciones

- Revista Eurocarne, Año XV, número 138.
- Revista Eurocarne. Año XVII, número 154.
- Otras cesiones y colaboraciones  [18][19]

## Premios y reconocimientos
- Primer premio del III Concurso de dibujo «Villanueva del Pardillo», Madrid, 1987.
- Segundo premio del IV Concurso de pintura de Guadarrama. 1988.
- Segundo premio del II Concurso Nacional de pintura Colegios Profesionales de Bellas Artes «Primavera 89», Madrid, 1989.
- Mención especial de la I Bienal de pintura de la «Fundación Ávila del Rey», Ávila. 1989.
- Diploma de honor del XI Salón de otoño de pintura (Caja de Extremadura), Plasencia. 1989.
- Accésit del XVII Certamen Nacional de pintura (Caja de Madrid). 1990.
- Primer premio del VII Certamen de pintura «Vila de Cedeira», La Coruña. 1990.
- Segunda medalla del 57º Salón de otoño de Madrid. 1990.
- Primer premio del V Premio de pintura Ron Bacardí. Málaga. 1990.
- Primer premio del VIII Premio de pintura de Durán, Madrid. 1991. Premio recibido de la presidenta del jurado, la pintora y escultora Carmen Laffón, y el crítico de arte y coleccionista Antonio Manuel Campoy.
- Finalista del XXI Salón de otoño de San Fernando, Cádiz. 1991.
- Premio Cámara del Comercio de pintura rápida de Ávila 2001, Ávila. 2000.
- Segundo premio del I Concurso de pintura del Congreso Mundial del Jamón, Teruel. 2005.

## Miembro de Jurados
Miembro del Jurado de las ediciones 2.ª, 3.ª, 4.ª, 5.ª, 6.ª, 8.ª y 10.ª de la Edición de Pintura rápida de Escalona (Toledo).